# Nioki
Nioki este un oraș în  provincia Haut-Congo, Republica Democrată Congo. În 2012 avea o populație de 42 402 de locuitori, iar în 2004 avea 35 900.